# Stubbe – Von Fall zu Fall: Schmutzige Geschäfte
Schmutzige Geschäfte ist ein deutscher Fernsehfilm von Thomas Jacob aus dem Jahr 2007. Es handelt sich um den einunddreißigsten Filmbeitrag der ZDF-Kriminalfilmreihe Stubbe – Von Fall zu Fall mit Wolfgang Stumph in der Titelrolle.

## Handlung
Kommissar Stubbe ermittelt im Fall des ermordeten Vorstandsvorsitzenden der „Lufatec“-Aktiengesellschaft, die Teile für den Flugzeugbau produziert. Der fünffache Familienvater Dirk Schumacher ist tatverdächtig und befindet sich in Untersuchungshaft. Stubbe geht von der Unschuld Schumachers aus und versucht zu dessen Gunsten seine Ermittlungen zu führen, um ihn zu entlasten. Da ein konkreter Ermittlungsansatz fehlt, konzentriert sich Stubbe auf das berufliche Umfeld des Opfers. Ihm fällt schnell auf, dass in letzter Zeit die Aktienwerte der „Lufatec“ stark gefallen sind. Auch wurde das Sicherheitssystem der Firma manipuliert, sodass  nicht nachvollziehbar ist, wer zur Tatzeit ansonsten noch im Gebäude war und es möglicherweise unbemerkt verlassen konnte.
Bei ihren Ermittlungen stoßen Stubbe und Zimmermann auf seltsame Geschäftsgebaren der Hamburger Firma, die die letzten Monate konsequent heruntergewirtschaftet wurde, um die Übernahme von einem französischen Partner in die Wege zu leiten. Stubbe ist sich sicher, dass der ermordete Weihrich der Firma schaden wollte und vermutet zunächst einen Auftragsmörder, den das Vorstandsmitglied Dr. Bernd Langwald möglicherweise angeheuert hatte. Die gelöschten Überwachungsdaten erklären sich jedoch auf recht menschliche Art, denn Weihrichs Sekretärin hat eine Affäre mit ihrem Kollegen Matthias Grote und wollte nicht, dass dies bekannt wird. Doch durch deren Aussage wird Stubbe jedoch klar, dass tatsächlich Schumacher Weihrichs Mörder ist. Nachdem er die Tatwaffe findet – einen Brieföffner – den nur Schumacher im Fahrstuhl hatte verstecken können, stellt er ihn zur Rede. Schumacher gibt an, die Nerven verloren zu haben, als Weihrich ihm mitteilte, dass die Firma verkauft und sein Arbeitsplatz damit verloren wäre. Gerade hatte Schumacher eine neue, bahnbrechende Technologie entwickelt, doch die wollte Weihrich nun unter seinem Namen veröffentlichen und das Geld dafür einstreichen. Diese Demütigung konnte er nicht ertragen, zumal seine Frau das sechste Kind erwartet, der Hausbau nicht fertig finanziert ist und sein Einkommen deshalb für seine Familie überlebenswichtig ist.

## Nebenhandlung
Wilfried Stubbe wird seiner Tochter gegenüber sichtlich toleranter. So nimmt er eine lautstarke Party geduldig in Kauf, um sie im Haus zu halten. Christiane konzentriert sich weiter auf ihr Journalistikstudium, das ihr mit einem neuen Professor auch einen neuen Impuls gibt.

## Hintergrund
Der Film wurde in Hamburg und Umgebung gedreht und am 6. Januar 2007 um 20:15 Uhr im ZDF erstausgestrahlt.

## Kritik
Rainer Tittelbach von Tittelbach.tv wertete: „Stubbe macht ein bisschen auf Columbo und gibt außerdem mal wieder den herzensguten Ermittler, der sich rührend um die Familie des einsitzenden Hauptverdächtigen kümmert. Darüber verscherzt er es sich heftiger als gewohnt mit seinem Kollegen, dem Kahlkopf aus der Besserwessi-Abteilung.“ „‚Schmutzige Geschäfte‘ ist eine Mixtur aus rührseligem Drama, unaufgeregtem Whodunit und sozial sanktionierter ‚Wirtschaftskriminalität‘. Ein gutes, sozialkritisches Thema, ein Kommissar zum Kuddeln, ein anderer zum auf den Mond schießen und eine sehr einfallslose, konventionelle Regie.“
Bei Kino.de urteilte Tilmann P. Gangloff: „Eine starke, packende Geschichte, zu der wie schon zuletzt in ‚Verhängnisvolle Freundschaft‘ Stubbes neue Liebe (Joana Schümer) eine hübsche Ergänzung darstellt, während der Erzählstrang mit Tochter Chrissie (Stubbe-Tochter Stephanie) erneut wie angeklebt wirkt; das Techtelmechtel der Journalistikstudentin mit einem neuen Dozenten ist ein Fremdkörper.“
Die Kritiker der Fernsehzeitschrift TV Spielfilm fassten kurz zusammen: „Nett: Stubbe als Kinderhüter und Moralapostel“ und vergaben dem Film die bestmögliche Wertung (Daumen nach oben).